# Jonah Hex
Pour les articles homonymes, voir Hex.
Cet article concerne le personnage de comics. Pour le film, voir Jonah Hex (film).
Jonah Hex est un personnage de fiction, super-héros appartenant à l'univers de DC Comics. Créé par John Albano et Tony DeZuniga, il apparaît pour la première fois dans le comics All-Star Western #10  en 1972. La même année le magazine est renommé en Weird Western Tales.

## Biographie fictive
Virginia et Woodson Hex ont un fils, Jonah. Woodson, d’origine apache et kiowa, est alcoolique et violent avec sa famille. À la suite d'une grosse dispute, sa mère abandonne son mari et ses enfants pour partir avec un vendeur itinérant. En 1851, Woodson Hex et son fils partent pour trouver de l'or en Californie. En chemin, ils traversent le camp d'une tribu Apache. Woodson vend son fils Jonah (13 ans) au chef de la tribu contre quelques peaux de fourrure. 
Jonah Hex est éduqué par les Apaches (tir, combat, chasse, pistage...) mais traité comme un esclave, jusqu'au jour où il sauve le chef Apache de l'attaque d'un puma. Jonah gagne sa liberté mais reste dans le camp des Apaches. Il se lie d'amitié avec Noh-Tante, le fils du chef, mais ils deviennent rivaux pour une femme. Durant une compétition entre Hex et Noh-Tante, Hex est blessé dans le camp Kiowa. Les Apaches le croient mort. Recueilli par les blancs chasseurs de bison, Hex jure de ne plus retourner dans le camp Apache.
En 1861, la guerre de Sécession éclate entre le Nord et Sud. Hex rejoint l'armée des États confédérés d'Amérique. Ironie du sort, lui qui est un ancien esclave se retrouve du côté des esclavagistes du Sud. Hex se lie avec Jeb Turnbull, et, troublé, refuse de soutenir le Sud. Il part au Fort Charlotte dans l'armée de l'Union qui lui demande l'emplacement de son unité, mais Hex refuse de la leur indiquer. Cependant l'argile sur son cheval permet de trouver l'emplacement des rebelles. Tous les rebelles sont capturés dont Jeb Turnbull, Hex est félicité par le chef de l'Union, qui le fait passer pour un traître. Hex essaie alors de faire échapper les prisonniers du Fort Charlotte, mais ils sont capturés et massacrés par les soldats du Nord. Quentin Turnbull promet de venger la mort de son fils Jeb.
Hex repart dans le camp Apache où il découvre que Noh-Tante est marié à sa bien-aimée et leur rivalité reprend. Il leur raconte son histoire mais pour déterminer qui dit la vérité, le chef organise un combat entre Noh-Tante et Hex. Hex tue Noh-Tante avec un couteau au lieu de son tomahawk (trafiqué). Le chef Apache considère cela comme un assassinat, le marque de la marque du démon au visage et le chasse de la tribu.
Jonah retrouvera le village Apache une dernière fois pour sauver la fille d'un éleveur enlevée par le chef "Tu as tué mon seul fils il y a 5 ans Jonah c'est pourquoi tu portes la marque du démon souviens-toi... Je t'ai averti une fois mais tu as voulu sauver cette squaw... Vous mourrez tous les deux...", peu après ils sont libérées par Faon Blanc une squaw qui aimait jadis Hex mais le chef la tue d'une flèche dans le dos "par amour pour toi elle avait trahie son propre peuple elle devait mourir... ", effondré et résigné Jonah abat le vieux chef avant de fuir avec la fille de son employeur...

## Publication
En 1994 est publié Jonah Hex: Two Gun Mojo de Joe R. Lansdale, Timothy Truman et Sam Glanzman, mais les chanteurs Edgar Winter et Johnny Winter portent plainte pour diffamation. Ils sont décrits comme "Autumn Brothers" les méchants du sud en albinos. Joe R. Lansdale dit avoir fait une parodie. Ils sont acquittés et le juge dira que les parodies sont couvertes par le Premier amendement de la Constitution des États-Unis.
En 1999 sort la mini série Jonah Hex: Shadows West #1-3 de Joe R. Lansdale, dans cette version Jonah Hex commande des zombies.

### Comics
Séries principales
- All-Star Western #10-12 (1972)
- Weird Western Tales #12-14 et 16-38 (1972–1977)
- Jonah Hex (Vol. 1) #1-92 (1977-1985) par John Albano et Tony DeZuniga
- Jonah Hex Spectacular (automne 1978)
- Hex #1-18 (1985–1987)
- Jonah Hex: Two Gun Mojo #1-5 (1993) par Joe R. Lansdale et Timothy Truman
- Jonah Hex: Riders of the Worm and Such #1-5 (1995)
- Jonah Hex: Shadows West #1-3 (1999)
- Jonah Hex (Vol. 2) #1-70 (2005-2011) par Jimmy Palmiotti, Bill Tucci, Justin Gray, Paul Mounts…
- Jonah Hex: Guns of Vengeance (2007)
- Bullets Don’t Lie (2009)
- Jonah Hex: No Way Back (2010) (en)
- All-Star Western #1-34, #0 (2011-2014) par Jimmy Palmiotti, Justin Gray, Moritat, Staz Johnson...

Autres apparitions
- Kingdom Come #4 (1997)
- Superman/Batman
- Crisis on Infinite Earths
- Infinite Crisis
- Booster Gold

### Recueils en français
1. Le Colt de la vengeance (2010)
2. Origines
3. La Traversée du désert
4. La Guerre des six-coups

### Éditeurs
- DC Comics : comics de western et Jonah Hex Vol. 1
- DC Comics (label Vertigo) : mini-séries et one-shots à partir des années 1990 ; Jonah Hex Vol. 2
- Panini : tomes 1 à 4 (première édition des tomes 1 à 4)

## Équipes artistiques
Joe R. Lansdale, Michael Fleisher, Denys Cowan, Klaus Janson, Timothy Truman, Sam Glanzman, Jimmy Palmiotti, Jordi Bernet, Justin Gray, Luke Ross, José Luis García-López, J.H. Williams III, Frank Quitely, Billy Tucci

## Apparitions dans d'autres médias

### Télévision
- Batman, voix de Bill McKinney (VF : Gérard Rinaldi)
- La Nouvelle Ligue des justiciers (Justice League Unlimited), voix d'Adam Baldwin
- Batman : L'Alliance des héros, voix de Phil Morris (VF : Thierry Murzeau)
- Flash, joué par Johnathon Schaech
- DC: Legends of Tomorrow, joué par Johnathon Schaech
- Batwoman, joué par Johnathon Schaech

### Film
- Jonah Hex réalisé par Jimmy Hayward, avec Josh Brolin, John Malkovich et Megan Fox.